# Vandenberg (musikalbum)
Vandenberg är den nederländska hårdrocksgruppen Vandenbergs debutalbum, som släpptes 1982.

## Låtförteckning
1. Your Love Is In Vain
2. Back On My Feet
3. Wait
4. Burning Heart
5. Ready For You
6. Too Late
7. Nothing To Lose
8. Lost In A City
9. Out In The Streets